# Amylostereaceae
Amylostereaceae es una familia de hongos del orden Russulales, monotípica, tiene 1 género y 4 especies.